# Forsterina segestrina
Forsterina segestrina är en spindelart som först beskrevs av Ludwig Carl Christian Koch 1872.  Forsterina segestrina ingår i släktet Forsterina och familjen Desidae.
Artens utbredningsområde är New South Wales. Inga underarter finns listade i Catalogue of Life.